# 尼古拉·瓦西里耶维奇·阿列菲耶夫
尼古拉·瓦西里耶维奇·阿列菲耶夫（俄語：Николай Васильевич Арефьев，羅馬化：Nikolay Vasil'yevich Aref'yev，1949年3月11日—）是俄罗斯政治人物，国家杜马代表。
1968年至1970年，他在苏联武装部队服役。他于1979年加入苏联共产党。1981年至1985年，他担任苏共阿斯特拉罕地区委员会的一名教官和部门负责人。 1987年至1991年任苏共阿斯特拉罕苏区委员会第一书记。1993年，他担任俄共阿斯特拉罕地区委员会书记。1995年至1999年任第二届国家杜马代表。1997年至2010年任共产党阿斯特拉罕地区委员会第一书记。1999年和2003年，他再次当选第三届国家杜马议员。2006年至2010年，他担任阿斯特拉罕州杜马代表。2011年、2016年、2021年，他连续当选第六届、第七届、第八届国家杜马议员。

## 制裁
阿列菲耶夫于2022年因俄乌战争而受到英国政府制裁。